# 경상북도 (일제강점기)

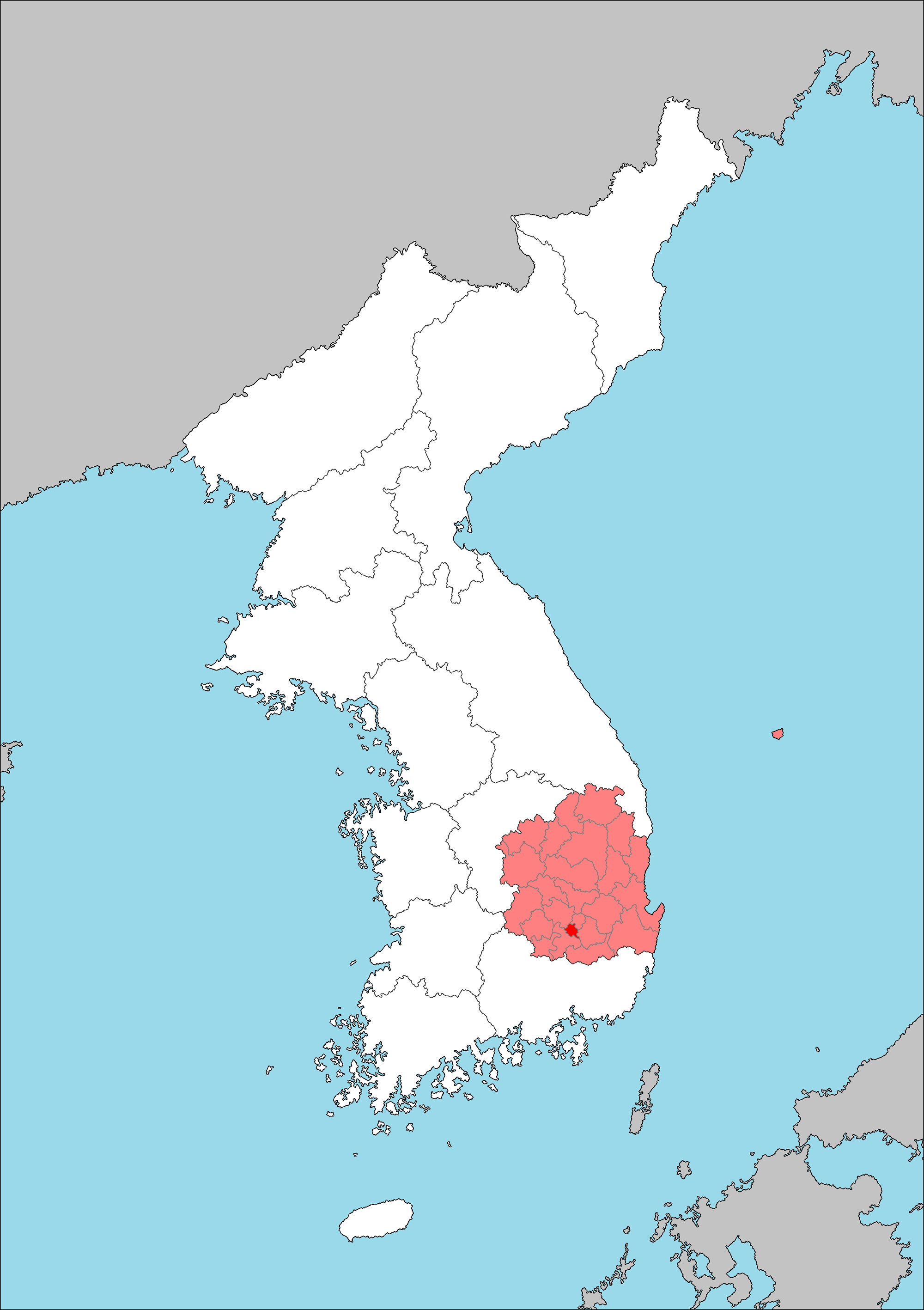
1945년의 경상북도.

경상북도(慶尙北道, 일본어: 慶尚北道, けいしょうほくどう 게이쇼호쿠도[*])는 일제강점기였던 1910년부터 1945년까지 존재했던 행정 구역 가운데 하나로 도청 소재지는 대구부이며 면적은 18,988.83km2(1940년 당시 기준), 인구는 2,605,461명(1944년 당시 기준), 인구 밀도는 137.2명/km2이다. 현재의 대한민국의 대구광역시의 전체 지역, 경상북도의 일부 지역에 걸쳐 있었으며 걸쳐 있었으며 1개 부, 22개 군, 1개 도를 관할했다.

## 인구
| 연도   | 인구        | 인구 그래프 | 비고 |
| ------ | ----------- | ----------- | ---- |
| 1925년 | 2,332,572명 |             |      |
| 1930년 | 2,416,762명 |             |      |
| 1935년 | 2,563,251명 |             |      |
| 1940년 | 2,472,211명 |             |      |
| 1944년 | 2,605,461명 |             |      |

1944년(쇼와 19년)에 실시된 인구 조사에서는 다음과 같은 인구가 분포했다.
- 전체 인구: 2,605,461명
  - 일본인: 42,055명
  - 조선인: 2,562,914명
  - 그 외의 민족: 492명

## 행정 구역
행정 구역은 1945년(쇼와 20년) 당시를 기준으로 한다.

### 부
- 대구부 (大邱府, 다이큐부)

### 군
- 달성군 (達城郡, 다쓰조군)
  - 공산면(公山面), 동촌면(東村面), 가창면(嘉昌面, 요시아키면), 다사면(多斯面), 하빈면(河濱面), 성서면(城西面), 월배면(月背面), 화원면(花園面, 하나조노면), 옥포면(玉浦面), 논공면(論工面), 현풍면(玄風面), 유가면(瑜伽面), 구지면(求智面)
- 군위군 (軍威郡, 군이군)
  - 군위면(軍威面), 소보면(召保面), 효령면(孝令面), 부계면(缶溪面), 우보면(友保面), 의흥면(義興面), 산성면(山城面), 고로면(古老面)
- 의성군 (義城郡, 기조우군)
  - 의성읍(義城邑), 단촌면(丹村面), 점곡면(點谷面), 옥산면(玉山面), 사곡면(舍谷面), 춘산면(春山面), 가음면(佳音面), 금성면(金城面), 봉양면(鳳陽面), 비안면(比安面), 구천면(龜川面), 단밀면(丹密面), 단북면(丹北面), 안계면(安溪面), 다인면(多仁面), 신평면(新平面), 안평면(安平面)
- 안동군 (安東郡, 안토군)
  - 안동읍(安東邑), 와룡면(臥龍面), 북후면(北後面), 서후면(西後面), 풍산면(豊山面), 풍천면(豊川面), 일직면(一直面), 남후면(南後面), 남선면(南先面), 임하면(臨河面), 길안면(吉安面), 임동면(臨東面), 월곡면(月谷面), 예안면(禮安面), 도산면(陶山面), 녹전면(祿轉面)
- 청송군 (靑松郡, 세이쇼군)
  - 청송면(靑松面), 부동면(府東面), 부남면(府南面), 현동면(縣東面), 현서면(縣西面), 안덕면(安德面), 파천면(巴川面), 진보면(眞寶面)
- 영양군 (英陽郡, 에이요군)
  - 영양면(英陽面), 입암면(立岩面), 청기면(靑杞面), 일월면(日月面), 수비면(首比面), 석보면(石保面)
- 영덕군 (盈德郡, 에이토쿠군)
  - 영덕면(盈德面), 강구면(江口面), 남정면(南亭面), 달산면(達山面), 지품면(知品面), 축산면(丑山面), 영해면(寧海面), 병곡면(柄谷面), 창수면(蒼水面)
- 영일군 (迎日郡, 게이지쓰군)
  - 포항읍(浦項邑), 구룡포읍(九龍浦邑), 달전면(達田面), 흥해면(興海面), 곡강면(曲江面), 신광면(神光面), 청하면(淸河面), 송라면(松羅面), 죽장면(竹長面), 기계면(杞溪面), 연일면(延日面), 대송면(大松面), 오천면(烏川面), 동해면(東海面), 지행면(只杏面)
- 경주군 (慶州郡, 게이슈군)
  - 경주읍(慶州邑), 감포읍(甘浦邑), 내동면(內東面), 양북면(陽北面), 양남면(陽南面), 외동면(外東面), 내남면(內南面), 산내면(山內面), 서면(西面), 현곡면(見谷面), 강서면(江西面), 강동면(江東面), 천북면(川北面)
- 영천군 (永川郡, 에이센군)
  - 영천읍(永川邑), 청통면(淸通面), 신녕면(新寧面), 화산면(花山面), 화북면(華北面), 자양면(紫陽面), 임부면(臨阜面), 고경면(古鏡面), 북안면(北安面), 대창면(大昌面), 금호면(琴湖面)
- 경산군 (慶山郡, 게이산군)
  - 경산면(慶山面), 고산면(孤山面), 안심면(安心面), 하양면(河陽面), 와촌면(瓦村面), 진량면(珍良面), 자인면(慈仁面), 용성면(龍城面), 남산면(南山面), 압량면(押梁面), 남천면(南川面)
- 청도군 (淸道郡, 세이도군)
  - 청도면(淸道面), 화양면(華陽面), 각남면(角南面), 풍각면(豊角面), 각북면(角北面), 이서면(伊西面), 운문면(雲門面), 금천면(錦川面), 매전면(梅田面)
- 고령군 (高靈郡, 고레이군)
  - 고령면(高靈面), 덕곡면(德谷面), 운수면(雲水面), 성산면(星山面), 다산면(茶山面), 개진면(開津面), 우곡면(牛谷面), 쌍림면(雙林面)
- 성주군 (星州郡, 세이슈군)
  - 성주면(星州面), 선남면(船南面), 용암면(龍岩面), 수륜면(修倫面), 가천면(伽泉面), 금수면(金水面), 대가면(大家面), 벽진면(碧珍面), 초전면(草田面), 월항면(月恒面)
- 칠곡군 (漆谷郡, 싯코쿠군)
  - 왜관면(倭館面), 지천면(枝川面), 칠곡면(漆谷面), 동명면(東明面), 가산면(架山面), 인동면(仁同面), 석적면(石積面), 북삼면(北三面), 약목면(若木面)
- 김천군 (金泉郡, 긴센군)
  - 김천읍(金泉邑), 농소면(農所面), 남면(南面), 아포면(牙浦面), 개령면(開寧面), 감문면(甘文面), 어모면(禦侮面), 봉산면(鳳山面), 대항면(代項面), 감천면(甘川面), 조마면(助馬面), 구성면(龜城面), 지례면(知禮面), 부항면(釜項面), 대덕면(大德面), 증산면(甑山面)
- 선산군 (善山郡, 센산군)
  - 선산면(善山面), 무을면(舞乙面), 옥성면(玉城面), 도개면(桃開面), 해평면(海平面), 산동면(山東面), 장천면(長川面), 구미면(龜尾面), 고아면(高牙面)
- 상주군 (尙州郡, 쇼슈군)
  - 상주읍(尙州邑), 사벌면(沙伐面), 중동면(中東面), 낙동면(洛東面), 청리면(靑里面), 공성면(功城面), 외남면(外南面), 내서면(內西面), 모동면(牟東面), 모서면(牟西面), 화동면(化東面), 화서면(化西面), 화북면(化北面), 외서면(外西面), 은척면(銀尺面), 공검면(恭儉面), 함창면(咸昌面), 이안면(利安面)
- 문경군 (聞慶郡, 분케이군)
  - 문경면(聞慶面), 마성면(麻城面), 가은면(加恩面), 농암면(籠岩面), 호계면(虎溪面), 호서남면(戶西南面), 영순면(永順面), 산양면(山陽面), 산북면(山北面), 동로면(東魯面)
- 예천군 (醴泉郡, 레이센군)
  - 예천읍(醴泉邑), 용문면(龍門面), 상리면(上里面), 하리면(下里面), 감천면(甘泉面), 보문면(普門面), 호명면(虎鳴面), 유천면(柳川面), 용궁면(龍宮面), 개포면(開浦面), 지보면(知保面), 풍양면(豊壤面)
- 영주군 (榮州郡, 에이슈군)
  - 영주읍(榮州邑), 이산면(伊山面), 평은면(平恩面), 문수면(文殊面), 장수면(長壽面), 안정면(安定面), 봉현면(鳳峴面), 풍기면(豊基面), 순흥면(順興面), 단산면(丹山面), 부석면(浮石面)
- 봉화군 (奉化郡, 호카군)
  - 내성면(乃城面), 물야면(物野面), 봉성면(鳳城面), 법전면(法田面), 춘양면(春陽面), 소천면(小川面), 상운면(祥雲面),재산면,명호면

### 섬
- 울릉도 (鬱陵島, 우쓰료토)
  - 남면(南面), 서면(西面), 북면(北面)

## 역대 도지사
| 호적   | 이름              | 한자 표기   | 취임             | 퇴임             | 비고                              |
| ------ | ----------------- | ----------- | ---------------- | ---------------- | --------------------------------- |
| 조선인 | 이진호            | 李軫鎬      | 1910년 10월 1일  | 1916년 3월 28일  | 경상북도 장관                     |
| 내지인 | 스즈키 다카시     | 鈴木 隆     | 1916년 3월 28일  | 1919년 9월 26일  | 장관, 1919년 8월부터 경상북도지사 |
| 내지인 | 후지카와 리자부로 | 藤川 利三郎 | 1919년 9월 26일  | 1923년 2월 24일  |                                   |
| 내지인 | 사와다 도요타케   | 沢田 豊丈   | 1923년 2월 24일  | 1926년 5월 12일  |                                   |
| 내지인 | 스도 모토         | 須藤 基     | 1926년 5월 12일  | 1929년 1월 21일  |                                   |
| 내지인 | 이마무라 마사미   | 今村 正美   | 1929년 1월 21일  | 1929년 12월 11일 |                                   |
| 내지인 | 하야시 시게키     | 林 茂樹     | 1929년 12월 11일 | 1931년 9월 23일  |                                   |
| 조선인 | 김서규            | 金瑞圭      | 1931년 9월 23일  | 1935년 4월 1일   |                                   |
| 내지인 | 오카자키 데쓰로   | 岡崎 哲郎   | 1935년 4월 1일   | 1936년 5월 21일  |                                   |
| 내지인 | 다테 요쓰오       | 伊達 四雄   | 1936년 5월 21일  | 1936년 9월 5일   |                                   |
| 내지인 | 고타키 모토이     | 上滝 基     | 1936년 9월 5일   | 1941년 1월 24일  |                                   |
| 내지인 | 다카하시 사토시   | 高橋 敏     | 1941년 1월 24일  | 1941년 11월 19일 |                                   |
| 내지인 | 다카오 진조       | 高尾 甚造   | 1941년 11월 19일 | 1943년 9월 30일  |                                   |
| 조선인 | 다케나가 가즈키   | 武永 憲樹   | 1943년 9월 30일  | 1944년 8월 17일  | 엄창섭(嚴昌燮)에서 개명           |
| 조선인 | 이창근            | 李昌根      | 1944년 8월 17일  | 1945년 6월 16일  |                                   |
| 조선인 | 김대우            | 金大羽      | 1945년 6월 16일  | 1945년 8월 15일  | 광복                              |

## 같이 보기
- 한국의 행정 구역